# エミリア・クラーク
エミリア・クラーク（Emilia Clarke, 1986年10月23日 - ）は、イギリスの女優。HBOのドラマシリーズ『ゲーム・オブ・スローンズ』のデナーリス・ターガリエン役で知られる。

## 略歴
ロンドンで生まれ、バークシャーで育った。父は舞台の音楽監督で、母はビジネスウーマン。セントラル・セント・マーチンズのドラマセンターで演劇を学び、2009年に卒業した。
2011年2月11日、『ゲーム・オブ・スローンズ』シーズン2放送前、トレーニング中に体調が悪くなり病院に搬送され、クモ膜下出血という診断を受け脳の緊急手術を行った。生命の危機を脱したが集中治療室での治療を余儀なくされ、言語障害が残った。術後の激痛に加えて自分の名前も思い出せない状態に絶望したエミリアは病院のスタッフに「死なせてほしい」と懇願するほどだった。2013年に再手術を受け後遺症が残ったが、長いリハビリを経て復帰、2019年の最終シーズンまで出演した。この作品では、ヌードも披露している。
2014年、男性向けオンライン雑誌『AskMen.com』において、2014年版「世界で最も理想的な女性」第1位に選ばれた。
2015年、『ターミネーター:新起動/ジェニシス』にサラ・コナー役で出演して日本でも知られるようになった。それまではアクションは未経験であり、トレーニングもしたことがなかったという。

## フィルモグラフィー

### 映画
| 年   | 邦題/原題                                                       | 役名                   | 備考                  | 吹替       |
| ---- | --------------------------------------------------------------- | ---------------------- | --------------------- | ---------- |
| 2010 | タイム・パニック Triassic Attack                                | サバンナ・ラウドツリー | テレビ映画            | 吹替版なし |
| 2013 | ドム・ヘミングウェイ Dom Hemingway                              | エヴリン               |                       | 清水理沙   |
| 2015 | ターミネーター:新起動/ジェニシス Terminator Genisys             | サラ・コナー           |                       | 藤村歩     |
| 2016 | 世界一キライなあなたに Me Before You                            | ルイーザ・クラーク     | [ 11 ]                | 清水理沙   |
| 2017 | ボイス・フロム・ザ・ダークネス Voice from the Stone             | ヴェレーナ             | [ 12 ]                | 島田愛野   |
| 2018 | ハン・ソロ/スター・ウォーズ・ストーリー Solo: A Star Wars Story | キーラ                 | [ 13 ]                | 山根舞     |
| 2019 | ラスト・クリスマス Last Christmas                               | ケイト                 |                       | 清水理沙   |
| 2019 | エージェント・スミス Above Suspicion                            | スーザン・スミス       |                       | 永田亮子   |
| 2022 | 天才ねこモーリスとゆかいな仲間たち The Amazing Maurice          | Malicia                | 声の出演              | 大平あひる |
| 2023 | ポッド・ジェネレーション The Pod Generation                     | Rachel Novy            | 兼製作総指揮          | 吹替版なし |
| 2024 | The Night Before Christmas in Wonderland                        | Queen of Hearts        | 声の出演 兼製作総指揮 |            |
| 2025 | The Twits                                                       |                        | 声の出演              |            |

### テレビシリーズ
| 年          | 邦題/原題                                    | 役名                     | 備考                               | 吹き替え |
| ----------- | -------------------------------------------- | ------------------------ | ---------------------------------- | -------- |
| 2011 - 2019 | ゲーム・オブ・スローンズ Game of Thrones     | デナーリス・ターガリエン | メインキャスト、62エピソード       | 清水理沙 |
| 2013        | フューチュラマ Futurama                      | マリアン                 | 声の出演 1エピソード               |          |
| 2023        | シークレット・インベージョン Secret Invasion | ガイア                   | Disney+オリジナル作品、6エピソード | 清水理沙 |

### 舞台
| 年   | 邦題/原題                                   | 役名                 | 備考 |
| ---- | ------------------------------------------- | -------------------- | ---- |
| 2013 | ティファニーで朝食を Breakfast at Tiffany's | ホリー・ゴライトリー |      |

## 日本語吹き替え
『ゲーム・オブ・スローンズ』以降、清水理沙が同シリーズをはじめ、大半の作品で担当している。
このほかにも、藤村歩、島田愛野、山根舞、永田亮子なども声を当てたことがある。